# المعيار الاجتماعي للتقارير (SRS)
المعيار الاجتماعي للتقارير (SRS) يوفر دليلًا موحدًا للتقارير للمبادرات والمشاريع في قطاع الأعمال غير الربحية، يستلهم مصطلح SRS من معايير التقارير المالية للشركات ذات الأرباح.
على عكس الأعمال التجارية التقليدية فإن المؤسسات الاجتماعية والمنظمات غير الربحية ليست متركزة أساسًا على تحقيق أقصى قدر من الأرباح بل على قضايا اجتماعية، لذلك فإن تطبيق معايير التقارير المالية على مثل هذه المنظمات غير مناسب وبالتالي فإن تطوير المعيار الاجتماعي للتقارير (SRS) الذي يأخذ في الاعتبار الأهداف الفريدة للمنظمات غير الربحية أمر ضروري.
بشكل عام يمكن اعتبار جميع الإرشادات المتعلقة بالتقارير في القطاع الاجتماعي كمعيار  SRS، تم تطوير هذا المفهوم لمعايير التقارير (المحاسبية والقانونية) في القطاع الاجتماعي من قبل العديد من الخبراء في القطاع الاجتماعي الألماني، حتى الآن فقد حظي المعيار الاجتماعي للتقارير (SRS) بدعم واسع ويتم استخدامه على نطاق واسع يعد نهج المعيار الاجتماعي للتقارير (SRS) مشروعًا مفتوحًا غير تجاري.

## الخلفية
مشابهة للتقارير والبيانات المالية السنوية للمنظمات ذات الأغراض الربحية، يقدم رواد الأعمال الاجتماعيين والمنظمات غير الربحية والمؤسسات الأخرى ذات الأهداف الاجتماعية تقارير دورية عن أنشطتهم، على سبيل المثال غالبًا ما يقومون بتقديم تقارير للجمهور والمتبرعين والمستثمرين والرعاة والسلطات أو لشركائهم.
في حين أن المنظمات ذات الأغراض الربحية مطالبة بتقديم تقارير وفقًا لقوانين المبادئ المقبولة عمومًا مثل (Handelsgesetzbuch HGB) الألماني (المقارنة مع المعايير المحاسبية العامة للشركات الأمريكية أو المعايير الدولية لإعداد التقارير المالية)، إلا أنه لم يتم بعد تحديد معايير تقارير موحدة للمؤسسات ذات الهدف الاجتماعي، تمكن التقارير الموحدة أصحاب الأعمال الاجتماعية من مقارنة المعلومات، إن القدرة على المقارنة هي عنصر مهم جدًا في التعامل مع المستثمرين المحتملين وأيضًا ذات أهمية لأصحاب المصلحة الأخرى، قد لا يكون من الممكن بذل جهود معقولة لتحقيق المعايير المعقدة لتقارير الاستدامة مثل تلك المحددة من قبل المبادرة العالمية للتقارير. لهذه الأسباب يتعين على العديد من المنظمات إعداد تقارير منفصلة وفقًا لإرشادات كل مستثمر على حدة مما يؤدي إلى إهدار موارد قيمة.
على عكس المستثمرين في القطاع الربحي يفتقر المتبرعون والمستثمرون والممولون في القطاع غير الربحي إلى أساس موحد للمعلومات يمكنهم استخدامه لاختيار وتقييم ومقارنة المشاريع المختلفة، نتيجة لذلك فإنه غالبًا ما لا تُطبق الأموال والموارد في المجالات التي يمكن أن تحقق أكبر تأثير، في كثير من الأحيان تواجه المشاريع الاجتماعية صعوبات في الحصول على رأس المال اللازم لتحقيق أهدافها الاجتماعية.

## المنظمات الناشئة والمنظمات المشاركة
كانت نقطة البداية في تطوير SRS نتيجة لنتائج البحث من جامعة تومنيخ و جامعة هامبورغ.
SRS هو مشروع مشترك بين آشوكا ألمانيا وشركة أوريدس غمبه وشركة بونفنتشر مانجمنت غمبه وشركة فينيو أناليتيكس غاغ ومؤسسة شفاب لريادة الأعمال الاجتماعية وموقع Spenden.de وجامعة تومنيخ وجامعة هامبورغ بمساعدة PricewaterhouseCoopers ألمانيا، تدعم مؤسسة Vodafone Foundation ألمانيا بالاشتراك مع وزارة الشؤون العائلية وكبار المواطنين والنساء والشباب مشاريع بحث لتطوير SRS بشكل أكبر، بالإضافة إلى ذلك تم دعم إنشاء نسخة باللغة الإنجليزية من SRS من قبل جمعية (Social Impact Analysts Association SIAA).
يعد المعيار التقريري مشروعًا مفتوحًا بموجب ترخيص Creative Commons ويمكن لجميع المنظمات الاجتماعية المهتمة في ألمانيا المشاركة. بالإضافة إلى تطوير المعيار بشكل أكبر، يجب أيضًا إنشاء حوار حول التفكير الريادي والإجراءات الموجهة للتأثير لزيادة الرفاهية المشتركة. لهذا الغرض فقد أسست المنظمات المعنية جمعية Social Reporting Initiative e.V في سبتمبر 2011.

## الأهداف
يوفر SRS إطار تقرير جديد لأصحاب المصلحة في القطاع الاجتماعي على وجه الخصوص، يساعد ذلك في توثيق وتواصل سلسلة النتائج للمشاريع الفردية، علاوة على ذلك يتم تسجيل عناصر التقارير الأساسية المتعلقة بالهيكل التنظيمي والأموال بشكل منهجي في تقرير SRS مما يخلق صورة شاملة للمنظمة. هدف آخر لـ SRS هو تعزيز التوجه نحو التأثير في المنظمات الاجتماعية، يجب أن يساعد هذا في تركيز المنافسة على التبرعات والتمويل على التأثير البرنامجي، بالتالي سيصبح التركيز على فعالية وتأثير البرامج قضية رئيسية، يمكن الحفاظ على الجهود المبذولة لمنظمات التقارير والمستفيدين من المعلومات بأدنى حد من خلال: أولاً وجود إطار تقرير محدد بوضوح  يستخدمه العديد من المنظمات والمتبرعين والمستثمرين وأصحاب المصلحة الآخرين. ثانيًا باستخدام أساليب متسقة لقياس التأثير.

## التركيب والهيكل
تتألف التقرير وفقًا لـ SRS 2014 من ثلاثة أجزاء رئيسية وهي الأجزاء A و B و C، يمكن ملء التقرير عدة مرات اعتمادًا على المنظمة ونوعية النشاط وتعقيده.
الجزء A يصف الغرض من التقرير ويقدم نظرة عامة ووصفًا لنطاق التقرير بالإضافة إلى معلومات الاتصال للمنظمة.
الجزء B يصف كل نشاط وتأثيره ويركز على المشكلة الاجتماعية والنهج لحلها، إن المكون المركزي هو القسم المتعلق بالتأثير على المجتمع، يتم تقديم الموارد المستخدمة والخدمات المقدمة والتأثيرات الاجتماعية بشكل متناقض، علاوة على ذلك يتعين وصف الخطط والفرص والمخاطر، ثم أخيرًا يتم إعطاء مقدمة عن الأفراد المشاركين.
الجزء C يتضمن ملفًا شاملاً للمنظمة ويقدم نظرة عامة على الجوانب المالية بما في ذلك الإيرادات والمصروفات.
يقوم معظم مستخدمي SRS بتقرير نشاط واحد يتم تقديمه من قبل منظمة واحدة بينما تقوم بعض المنظمات بتقرير عن عدة أنشطة، في بعض الحالات يتم تنفيذ نشاط واحد بواسطة تجمع لعدة منظمات، نظرًا لأن SRS مصمم بشكل مرن فمن الممكن استخدام المعيار لتركيبات مختلفة، يتيح ذلك للمستثمرين والمتبرعين فهم الروابط بين المنظمات المختلفة وأنشطتها بسهولة وسرعة مما يتيح لهم تنظيم دعمهم وفقًا لذلك. يمكن عرض تقارير SRS النموذجية وتنزيلها من موقع SRS.

## التطبيق والتوزيع
تم نشر SRS لأول مرة في عام 2010 وتم استخدامها من قبل عدد متزايد من المستخدمين منذ ذلك الحين (تتوفر قائمة حالية من المتبنين على الموقع الإلكتروني SRS)، في عام 2014 نُشرت نسخة جديدة من المبادئ التوجيهية وأُخذت في الاعتبار النتائج التي توصلت إليها حلقات العمل التي عقدها المستخدمون والمشاورات التي أجريت عبر الهاتف بشأن نظام التسجيل الاستراتيجي لعام 2012، كذلك ردود الفعل الواردة من العديد من المستخدمين. أثبت المفهوم الأساسي نجاحه ولا يزال دون تغيير ومع ذلك تم تحسين نظام SRS لعام 2014 فيما يتعلق بسهولته ومغزاه، تقبل أشوكا تقريرا وفقا للمبادئ التوجيهية ل SRS بدلا من استمارة الطلب وحتى الآن يقدم الجزء الأكبر من الزملاء في برنامج أشوكا تقاررهم في شكل SRS. أشوكا نفسها تستخدم SRS لتقاريرهم السنوية أيضًا وتقبل شركة بونفنتشور التقارير وفقاً لنظام الإبلاغ عن الرعايا الرعايا الأجانب كطلب للحصول على حقوق الملكية والائتمانات وتستخدم مؤشرات الأثر في المشاركة في تخطيط وتقييم الأثر الاجتماعي، من أجل إجراء تقييمات متعمقة لأي منظمة توصي طريقة تحليل فينو بـ SRS وفيما يتعلق بعملية اختيار "صاحب مشروع السنة الاجتماعي في ألمانيا"، تقبل شبكة مؤسسة شواب نظام الاستجابة الاجتماعية كطلب يمكن لأعضاء الشبكة في المؤسسة تقديم تقريرهم السنوي في شكل SRS.
كما يستخدم أعضاء مؤسسة فودافون SRS في تقاريرهم السنوية ويمكن أيضاً تقديم الطلبات من أجل ملائكة الأعمال التجارية الاجتماعية عن طريق خدمة الرعاية (SRS) كما يقبل موقع Startsocial تقارير SRS كتطبيقات إعلانات قانون عرض الأثر.
يمكن استخدام هذه الخدمة من قبل جميع المنظمات ذات الأغراض الاجتماعية وتتناول المبادئ التوجيهية لاستراتيجية الحد من الفقر في المقام الأول المنظمات الصغيرة والمتوسطة الحجم ذات الأغراض الاجتماعية (مثل أصحاب المشاريع الاجتماعية) وقد وضعت لها على وجه الخصوص، أما على الصعيد الذاتي فيمكن أن تستخدم جميع المؤسسات نظام الإبلاغ عن المخاطر كأداة للإبلاغ، ولا سيما من قبل المؤسسات المستفيدة والمؤسسات الخيرية المغامرة والمؤسسات الخيرية العادية والمؤسسات الحكومية للخدمات الاجتماعية. في صيف عام 2013 تم تقديم SRS في المؤتمرات التي نظمتها بعض منظمات خدمات الرعاية الاجتماعية غير القانونية في ألمانيا. تجدر الإشارة إلى المنظمات الأولى من قطاع الرعاية الاجتماعية وهي منظمة "دياكونيش فيرك روزنهايم" ولا سيما منظمة "دياكونيش جوغندهايف أوبربايرن"؛ حيث يستخدمون نظام الحماية الإضافي في جميع مرافقهم وكانت المؤسسة الأولى التي استخدمت الاستراتيجية في تقريرها السنوي هي "مؤسسة ألبرت -شفايتزر".
كما تم تقديم SRS في قمة الرؤية 2012 التي تضم الآن أكثر من 1000 مشارك وقد تم تسميتها مؤتمرًا رائدًا عالميًا في مجال الابتكار الاجتماعي وريادة الأعمال الاجتماعية والمسؤولية الاجتماعية للشركات والأعمال الاقتصادية البيئية والأعمال ذات التأثير الاجتماعي. بالإضافة إلى ذلك فقد تم إجراء مقدمة عن SRS واستخدامها خلال ورش العمل في القمة، تم تقديم SRS مرة أخرى من خلال ورش العمل في قمة الرؤية في عام 2014 في برلين، علاوة على ذلك في أبريل ومايو 2012 تم تقديم جلسة استشارة للمستخدم لأول مرة للفاعلين في هذا المجال (بتمويل من وزارة الأسرة وشؤون المسنين والمرأة والشباب)، منذ ذلك الحين فقد تم تقديم هذه الاستشارات عدة مرات في السنة، أقيم مؤتمر متعدد الأطراف في فبراير 2013 حول "تعزيز الابتكار الاجتماعي في ألمانيا"، شارك أكثر من 200 ممثل من السياسة والأعمال والعلوم وكذلك رواد الأعمال الاجتماعيين في هذا المؤتمر، نظمت مبادرة التقارير الاجتماعية ورشة حول وثائق تأثير المنظمات.

## التوزيع الدولي
حالياً يتم تقديم المبادئ التوجيهية بالألمانية والإنجليزية والإسبانية، بدأ من خلال مؤتمر التفكير الاجتماعي في ديسمبر 2013 في أثينا، تمت ترجمة المبادئ التوجيهية لـ SRS إلى اليونانية وقد نُظمت حلقات عمل عديدة في الجمهورية التشيكية وفي الوقت نفسه توجد نسخة تشيكية من المبادئ التوجيهية متاحة أيضاً، من المقرر ترجمة المبادئ التوجيهية إلى اللغتين الفرنسية والهنغارية.

## انظر ايضاً
- تنظيم المشاريع الاجتماعية
- الأعمال الاجتماعية
- العائد الاجتماعي من الاستثمار
- منظمة غير ربحية